# 袁彬
袁彬（1401年—1477年），字文质，江西瑞州府新昌县义钧乡（今宜丰县澄塘镇秀溪村）人。明朝軍事人物，明英宗宠臣。

## 生平
父袁忠於建文四年（1402年）为锦衣卫校尉。袁彬自幼聪颖，善屬文。正统四年（1439年）袁忠以疾辭官，袁彬代其校卫职。随明英宗北征，土木堡之变时，英宗被挾持北上，只有袁彬與哈銘随侍左右。當時英宗在荒漠，上下山阪，涉溪澗，冒危險，均有两人于一旁照顧。袁彬與英宗周旋患難，晚上與英宗同寢，天寒時，常以脅部溫英宗腳。當時，投降蒙古的太監喜寧為也先腹心，屢次欲殺害袁彬與哈銘，一日捆綁袁彬欲將其肢解，明英宗聽聞后，急忙跑去救下。袁彬曾患傷寒，明英宗以身體壓在其背上，使得汗浹而康愈。明英宗在漠北一年間，視袁彬為骨肉。
景泰元年（1450年）八月，英宗返回北京，明代宗只授其为锦衣卫试百户。英宗復辟後，升为指挥佥事，之後改為指揮同知。明英宗十分眷待袁彬，袁彬所請之事無不聽從。當時內閣首輔商輅罷免，袁彬乞其居所，之後又請別建，都得到批准。袁彬娶妻，英宗命舅父孫顯宗主婚。并時常召入宴請，談論當年患難時事，歡洽如故。天順元年（1457年）十二月，進指挥使，與都指揮僉事王喜同掌錦衣衛。二人嘗受太監夏時囑咐，私遣百戶季福偵事江西。季福為英宗乳母之夫君。英宗問誰所派遣，兩人請罪，英宗稱必有後面主事者，御史逮捕夏時，仍恢復兩人官職，但下詔以後受囑遣官者必殺無赦。之後王喜解職，袁彬掌管錦衣衛。天順五年，因平定曹石之變有功，進升都指揮僉事。
當時錦衣衛指揮門達恃帝寵，勢傾朝野，廷臣多下詔獄，唯獨袁彬不屈服。門達於是誣陷，請求逮捕袁彬，明英宗雖欲法行，卻對之說：「任汝往治，但以活袁彬還我。」之後多虧漆工楊塤訟冤，方才解獄。但袁彬仍被調南京錦衣衛，帶俸閑住。隨後明英宗駕崩，門達得罪，被貶都勻。召袁彬恢復原職，仍掌管錦衣衛。不久，門達下獄，充軍至南丹。袁彬在郊外設宴送別并贈予金錢。成化年間，袁彬晉升爲都指揮同知、都指揮使。成化十三年，为前军都督府佥事掌府事，卒于任上。後代世襲錦衣僉事。著有《北征事迹》。

## 家族
据袁彬母邹氏、继室王慧全墓志，袁彬原配廖氏早亡，另有侧室何氏、甄氏。王氏为武德将军义勇右卫正千户王钦与妻申氏的女儿，出身英宗舅孙显宗的姻家，由英宗赐婚袁彬为续弦，生长子袁勋，何氏生次子袁熹。廖氏生三女，王氏生第四女，甄氏生第五女。袁勋娶王骥孙女，袁彬第四女和第五女分别嫁给定国公徐永宁孙徐世英和西宁侯宋恺。
《明实录·英宗实录》：“辛未，封隰川王逊熮次女为太平县主，配袁彬，赐诰命冠服鞍马等物。”似以袁彬为隰川國太平縣主儀賓，但与袁彬母邹氏、继室王氏墓志铭矛盾，此仪宾或为同名同姓袁彬。